# Stenostira scita
Stenostira scita е вид птица от семейство Stenostiridae, единствен представител на род Stenostira.

## Разпространение
Видът е разпространен в Ботсвана, Лесото, Намибия и Южна Африка.